# Cataplectica devotella
Cataplectica devotella is een vlinder uit de familie van de borstelmotten (Epermeniidae). De wetenschappelijke naam van de soort is voor het eerst geldig gepubliceerd in 1863 door Heyden.